# José Inocencio Arias
José Inocencio Arias (Montevideo, 28 de enero de 1844 - La Plata, 12 de septiembre de 1912) fue un militar y político argentino que participó en las últimas guerras civiles argentinas y ejerció el cargo de gobernador de la Provincia de Buenos Aires.

## Biografía
Se unió al ejército del Estado de Buenos Aires poco antes de la batalla de Pavón, que fue su bautismo de fuego. Participó también en la batalla de Cañada de Gómez.
Hizo la campaña completa de la guerra del Paraguay en el Regimiento 6 de Infantería, luchando en casi todos los combates; fue herido de gravedad en la batalla de Curupayty. Pasó los cinco años de la guerra en el frente, y regresó en 1870 a incorporarse a las fuerzas que hacían la guerra contra el entrerriano Ricardo López Jordán tras derrotar al gobernador hizo desplazar a todos los federales de los puestos públicos. Las tierras públicas fueron vendidas en subastas "públicas", reservadas a los amigos del gobierno; muchos colonos fueron expulsados de sus tierras, y las tropas dirigidas por Arias cometió toda clase de atropellos, crímenes y asesinatos.
Destinado segundo jefe del regimiento Regimiento 6 de Infantería en Buenos Aires, fue nuevamente herido en 1874, cuando intentaba evitar un duelo entre sus oficiales. Enfrentó la revolución de 1874, contra la elección presidencial de Nicolás Avellaneda. El ejército rebelde, dirigido por Bartolomé Mitre e Ignacio Rivas había hecho una errática campaña por el sur de la provincia de Buenos Aires y marchaba hacia el norte, intentando incorporarse al otro ejército rebelde, dirigido por José Miguel Arredondo.
Dado que estaba en inferioridad numérica, se atrincheró en la estancia La Verde, del partido de Nueve de Julio, donde a Mitre no se le ocurrió otra cosa que mandar varias cargas directas de su caballería contra las posiciones gubernamentales. Los hombres de Arias los destrozaron con sus armas de repetición. Con sólo 900 hombres, Arias derrotó a los 3.000 de Mitre.

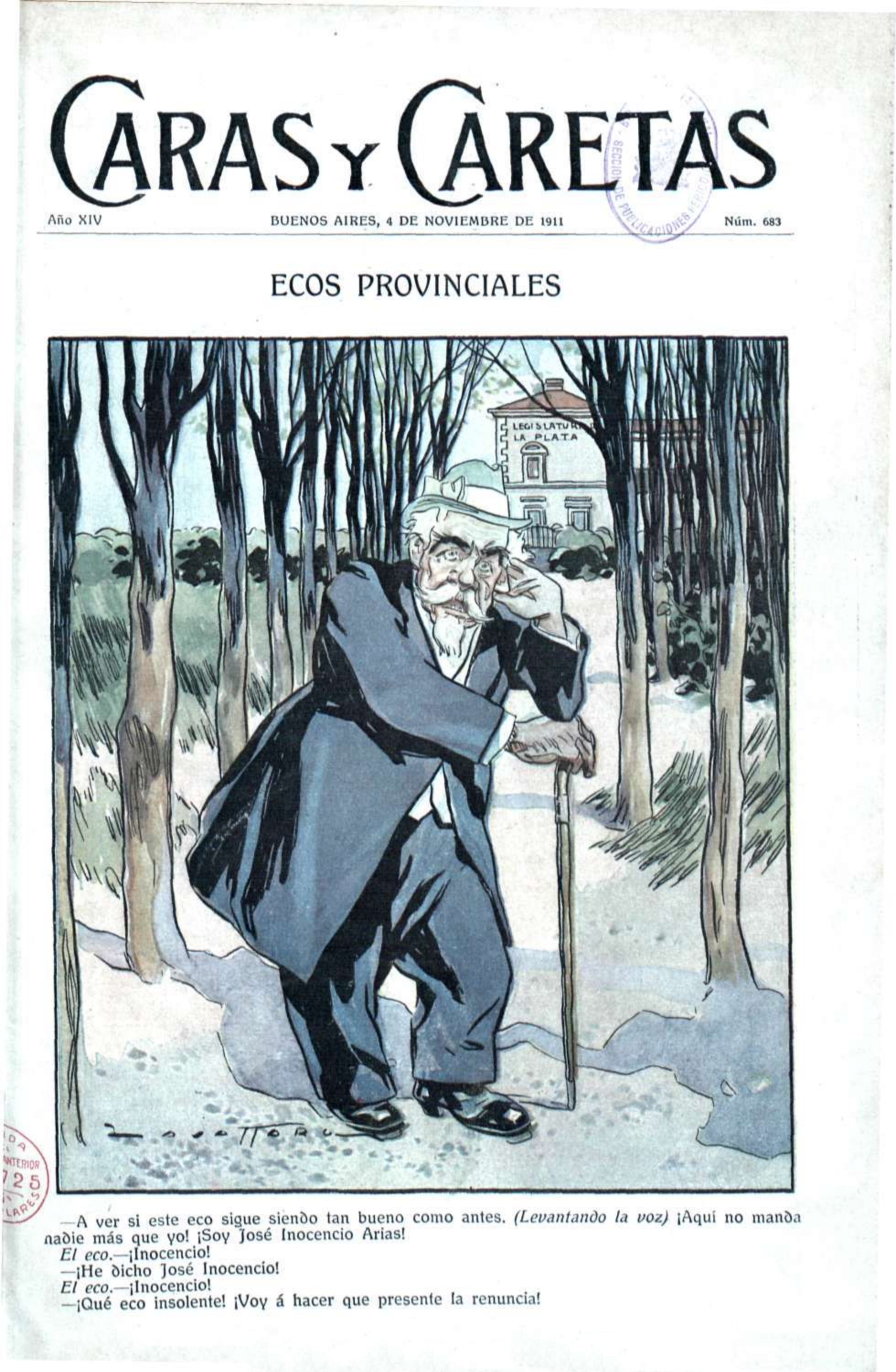
Caricaturizado por Zavattaro en una portada de la revista Caras y Caretas (1911)

Participó de la Conquista del Desierto de 1879. Al año siguiente se unió a las fuerzas porteñas rebeldes contra las nacionales durante la guerra por la federalización de Buenos Aires: si bien logró detener a los nacionales en la batalla de Puente Alsina, el relativo fracaso en la batalla de los Corrales Viejos significó la derrota definitiva de la rebelión porteña. Fue perdonado y reincorporado al ejército, con el cual hizo algunas campañas menores en la Patagonia.
Entre 1888 y 1892 fue diputado nacional. Participó en la lucha contra las revoluciones radicales de 1890 y 1893. Fue varias veces diputado nacional.
Entre 1894 y 1898 fue vicegobernador de la provincia de Buenos Aires, y nuevamente diputado nacional entre 1908 y septiembre de 1909, en que renunció para hacer campaña para ser gobernador de la provincia de Buenos Aires.
Elegido gobernador, asumió el cargo en mayo de 1910.
Falleció ejerciendo ese cargo, en 1912.
Fue el primer gobernador de Buenos Aires en morir en ejercicio del mando, (el General Pinto murió ejerciendo la gobernación en 1853 cuando la provincia estaba separada del resto de la nación) pero en menos de un año, morirían también sus dos sucesores, Ezequiel de la Serna y Juan Manuel Ortiz de Rosas.